# Dale Holmes
Dale Holmes, né le 6 octobre 1971 à Heanor, est un pilote de BMX et de VTT britannique. Il a notamment été deux fois champion du monde, lors des premiers championnats du monde de BMX organisés par l'UCI en 1996, et en 2001. Il a été introduit au British Cycling Hall of Fame lors de la création de celui-ci en 2010.

## Palmarès en BMX
|                       |                       | 1993 | 1994 | 1995 | 1996 | 1997 | 1998 | 1999 | 2000 | 2001 |
| Championnats du monde | BMX                   | 2e   |      |      | 1er  |      |      |      | 3e   | 1er  |
| Championnats du monde | BMX cruiser           |      | 3e   |      |      | 3e   | 2e   |      |      | 2e   |
| Championnats d'Europe | Championnats d'Europe |      |      |      | 1er  | 1er  |      |      |      |      |

## Palmarès en VTT
- 2005
  -  Champion de Grande-Bretagne de four cross
- 2006
  -  Champion de Grande-Bretagne de four cross